# Comuna Pavlovca, Zaharivka
Pavlovca (în ucraineană Павлівка, transliterat: Pavlivka) este o comună în raionul Zaharivka, regiunea Odesa, Ucraina, formată din satele Parcani și Pavlovca (reședința).

## Demografie
Componența lingvistică a comunei Pavlovca
     Ucraineană (85,57%)
     Română (8,54%)
     Rusă (4,56%)
     Alte limbi (0,91%)
Conform recensământului din 2001, majoritatea populației comunei Pavlovca era vorbitoare de ucraineană (85,57%), existând în minoritate și vorbitori de română (8,54%) și rusă (4,56%).